# 頰窩
頰窩是指部分蛇類所擁有的獨特熱能感測器官，一般位於蛇類頭部雙眼與鼻孔間，呈凹型窩狀。

## 運作原理
在眾多蛇類中，一般認為只有蝮亞科（Crotalinae，或稱響尾蛇亞科）擁有頰窩（蚺蛇和蟒蛇的唇緣也佈有具備感熱功能的凹窩，但其位置與蝮蛇的頰窩不同）。
位於頰窩內的感熱細胞，在探測到外界的熱力時（尤指溫血動物的體溫），會透過三叉神經系統觸發神經衝動，神經興奮下產生訊息，傳遞到腦部內的視覺四疊體，將熱能轉化成視覺，在蝮蛇的視覺器官建立起立體影像，從而捕捉周邊的熱能動態。

## 參考資料

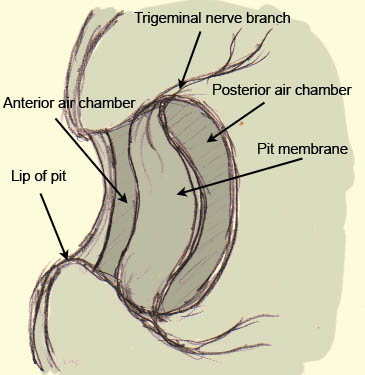
頰窩橫切圖